# Спјацоло (Леко)
Спјацоло је насеље у Италији у округу Леко, региону Ломбардија.
Према процени из 2011. у насељу је живело 117 становника. Насеље се налази на надморској висини од 486 м.